# Bernd Nickel
Bernd Nickel (Eisenroth, SR Njemačka, 15. ožujka 1949. − 27. listopada 2021.) njemački nogometaš koji je od 1968. do 1983. igrao za Eintracht Frankfurt u Bundesligi, a završnu sezonu (1983. do 1984.) svoje karijere odigrao je s BSC Young Boys. Sa 141 pogotkom bio je najbolji strijelac u Bundesligi, a da je bio vezni igrač, i to sve do sezone 2021./22. kada ga je prestigao Marco Reus. Nickel drži jedan poseban rekord: Iz sva četiri kuta nogometskog terena Waldstadiona dao je gol udarcem iz kuta. Pošto je imao snažan udarac lijevom nogom golman Hans Tilkowski mu je dao nadimak Dr. Hammer. S Eintrachtom osvojio je 1974., 1975. i 1981. Njemački nogometni kup i 1980. Kup UEFA.